# Bhupur, Lingsugur
Bhupur là một làng thuộc tehsil Lingsugur, huyện Raichur, bang Karnataka, Ấn Độ.